# Schmalspurbahn Grünstädtel–Oberrittersgrün
| Ausschnitt der Streckenkarte Sachsen (1902) |                     |                                                        |                                                        |
| Streckennummer: | sä. GR              |                                                        |                                                        |
| Kursbuchstrecke: | 452 (1971)          |                                                        |                                                        |
| Streckenlänge: | 9,361 km            |                                                        |                                                        |
| Spurweite: | 750 mm (Schmalspur) |                                                        |                                                        |
| Maximale Neigung: | 33,3 ‰              |                                                        |                                                        |
| Minimaler Radius: | 80 m                |                                                        |                                                        |
| Streckengeschwindigkeit: | 30 km/h             |                                                        |                                                        |
| |                     |                                                        |                                                        |
| \| \| 0,000 \| Grünstädtel \| 441 m \| \| \| \| (Übergang zur Strecke Annaberg-Buchholz–Schwarzenberg) \| \| \| \| 0,214 \| Pöhlwasser (12 m) \| Pöhlwasser (12 m) \| \| \| \| Bundesstraße 101 \| \| \| \| 2,160 \| Werksgraben \| Werksgraben \| \| \| 2,280 \| Pöhlwasser (10 m) \| Pöhlwasser (10 m) \| \| \| 2,371 \| Pöhla \| 466 m \| \| \| 2,830 \| Anschl. Eisenwerk Pfeilhammer \| Anschl. Eisenwerk Pfeilhammer \| \| \| 3,250 \| Werksgraben \| Werksgraben \| \| \| 3,644 \| Siegelhof \| 488 m \| \| \| 3,980 \| Anschl. Neue Hütte \| Anschl. Neue Hütte \| \| \| 4,800 \| Brücke der Wismut \| Brücke der Wismut \| \| \| 5,210 \| Wiesenweg \| Wiesenweg \| \| \| 5,421 \| Niederglobenstein \| 530 m \| \| \| 6,418 \| Oberglobenstein \| 556 m \| \| \| \| Anschl. Pappenfabrik Breitfeld und Sägewerk Hofmühle \| \| \| \| 6,990 \| Pöhlwasser (10 m) \| Pöhlwasser (10 m) \| \| \| 7,106 \| Pöhlwasser (16 m) \| Pöhlwasser (16 m) \| \| \| 7,232 \| Unterrittersgrün \| 572 m \| \| \| 6,830 \| Anschl. Sägewerk Sternkopf \| Anschl. Sägewerk Sternkopf \| \| \| 7,710 \| Werksgraben \| Werksgraben \| \| \| 8,510 \| Pöhlwasser (15 m) \| Pöhlwasser (15 m) \| \| \| 9,170 \| Werksgraben \| Werksgraben \| \| \| 9,294 \| Pöhlwasser (13 m) \| Pöhlwasser (13 m) \| \| \| 9,361 \| Oberrittersgrün (Eisenbahnmuseum) \| 607 m \| |                     |                                                        |                                                        |
| Kopfbahnhof Streckenanfang (Strecke außer Betrieb) | 0,000               | Grünstädtel                                            | 441 m                                                  |
| Strecke (außer Betrieb) |                     | (Übergang zur Strecke Annaberg-Buchholz–Schwarzenberg) | (Übergang zur Strecke Annaberg-Buchholz–Schwarzenberg) |
| Brücke über Wasserlauf (Strecke außer Betrieb) | 0,214               | Pöhlwasser (12 m)                                      | Pöhlwasser (12 m)                                      |
| Bahnübergang (Strecke außer Betrieb) |                     | Bundesstraße 101                                       | Bundesstraße 101                                       |
| Brücke (Strecke außer Betrieb) | 2,160               | Werksgraben                                            | Werksgraben                                            |
| Brücke über Wasserlauf (Strecke außer Betrieb) | 2,280               | Pöhlwasser (10 m)                                      | Pöhlwasser (10 m)                                      |
| Haltepunkt / Haltestelle (Strecke außer Betrieb) | 2,371               | Pöhla                                                  | 466 m                                                  |
| Abzweig geradeaus und von rechts (Strecke außer Betrieb) | 2,830               | Anschl. Eisenwerk Pfeilhammer                          | Anschl. Eisenwerk Pfeilhammer                          |
| Brücke (Strecke außer Betrieb) | 3,250               | Werksgraben                                            | Werksgraben                                            |
| Haltepunkt / Haltestelle (Strecke außer Betrieb) | 3,644               | Siegelhof                                              | 488 m                                                  |
| Abzweig geradeaus und nach links (Strecke außer Betrieb) | 3,980               | Anschl. Neue Hütte                                     | Anschl. Neue Hütte                                     |
| Strecke mit Straßenbrücke (Strecke außer Betrieb) | 4,800               | Brücke der Wismut                                      | Brücke der Wismut                                      |
| Brücke (Strecke außer Betrieb) | 5,210               | Wiesenweg                                              | Wiesenweg                                              |
| Bahnhof (Strecke außer Betrieb) | 5,421               | Niederglobenstein                                      | 530 m                                                  |
| Haltepunkt / Haltestelle (Strecke außer Betrieb) | 6,418               | Oberglobenstein                                        | 556 m                                                  |
| Abzweig geradeaus und von links (Strecke außer Betrieb) |                     | Anschl. Pappenfabrik Breitfeld und Sägewerk Hofmühle   | Anschl. Pappenfabrik Breitfeld und Sägewerk Hofmühle   |
| Brücke über Wasserlauf (Strecke außer Betrieb) | 6,990               | Pöhlwasser (10 m)                                      | Pöhlwasser (10 m)                                      |
| Brücke über Wasserlauf (Strecke außer Betrieb) | 7,106               | Pöhlwasser (16 m)                                      | Pöhlwasser (16 m)                                      |
| Haltepunkt / Haltestelle (Strecke außer Betrieb) | 7,232               | Unterrittersgrün                                       | 572 m                                                  |
| Abzweig geradeaus und nach rechts (Strecke außer Betrieb) | 6,830               | Anschl. Sägewerk Sternkopf                             | Anschl. Sägewerk Sternkopf                             |
| Brücke (Strecke außer Betrieb) | 7,710               | Werksgraben                                            | Werksgraben                                            |
| Brücke (Strecke außer Betrieb) | 8,510               | Pöhlwasser (15 m)                                      | Pöhlwasser (15 m)                                      |
| Brücke (Strecke außer Betrieb) | 9,170               | Werksgraben                                            | Werksgraben                                            |
| Brücke über Wasserlauf (Strecke außer Betrieb) | 9,294               | Pöhlwasser (13 m)                                      | Pöhlwasser (13 m)                                      |
| Kopfbahnhof Streckenende (Strecke außer Betrieb) | 9,361               | Oberrittersgrün (Eisenbahnmuseum)                      | 607 m                                                  |

Die Schmalspurbahn Grünstädtel–Oberrittersgrün, auch Pöhlwassertalbahn, war eine sächsische Schmalspurbahn im Westerzgebirge. Sie zweigte in Grünstädtel von der Bahnstrecke Annaberg-Buchholz–Schwarzenberg ab und führte am Pöhlwasser nach Rittersgrün. Die 1889 eröffnete Strecke wurde 1971 stillgelegt. 
Auf dem Gelände des ehemaligen Bahnhofs Oberrittersgrün befindet sich heute das Sächsische Schmalspurbahn-Museum Rittersgrün.

## Geschichte

### Vorgeschichte, Planung und Bau
Der für die Gegend prägende Erzbergbau befand sich im 19. Jahrhundert im Einzugsbereich der Schmalspurbahn im Niedergang oder war bereits komplett beendet. Die Wirtschaft konzentrierte sich nun stärker auf die Eisenverarbeitung und Holzwirtschaft, da im Pöhlwassertal ausreichend Wasserkraft und Holz zur Verfügung stand. Neben einigen Sägewerken gehörte auch die für das Erzgebirge typische Papierindustrie zu den aufstrebenden Wirtschaftszweigen.
Die Vorarbeiten begannen 1883, aufgrund der örtlichen Gegebenheiten sollte die Strecke von Anfang an als Schmalspurbahn erbaut werden. Nach der Untersuchung mehrerer Varianten wurde die Variante mit Anschlussbahn in Grünstädtel am 31. Juli 1887 genehmigt.
Im Frühjahr 1888 begannen die Bauarbeiten, die im Sommer 1889 abgeschlossen werden konnten. Es wurden zahlreiche Durchlässe angelegt, 11,6 km Gleis mit 28 Weichen verlegt sowie 15 Gebäude errichtet. Die Baukosten betrugen circa 850.000 Mark.
Bereits während des Bahnbaus gab es erste Pläne für eine Streckenverlängerung über Oberrittersgrün hinaus, die aber ebenso wie spätere nicht verwirklicht wurden. Während des Dritten Reiches war eine Verlängerung bis Oberwiesenthal mit einem Scheiteltunnel im Fichtelberg geplant.

### Betrieb

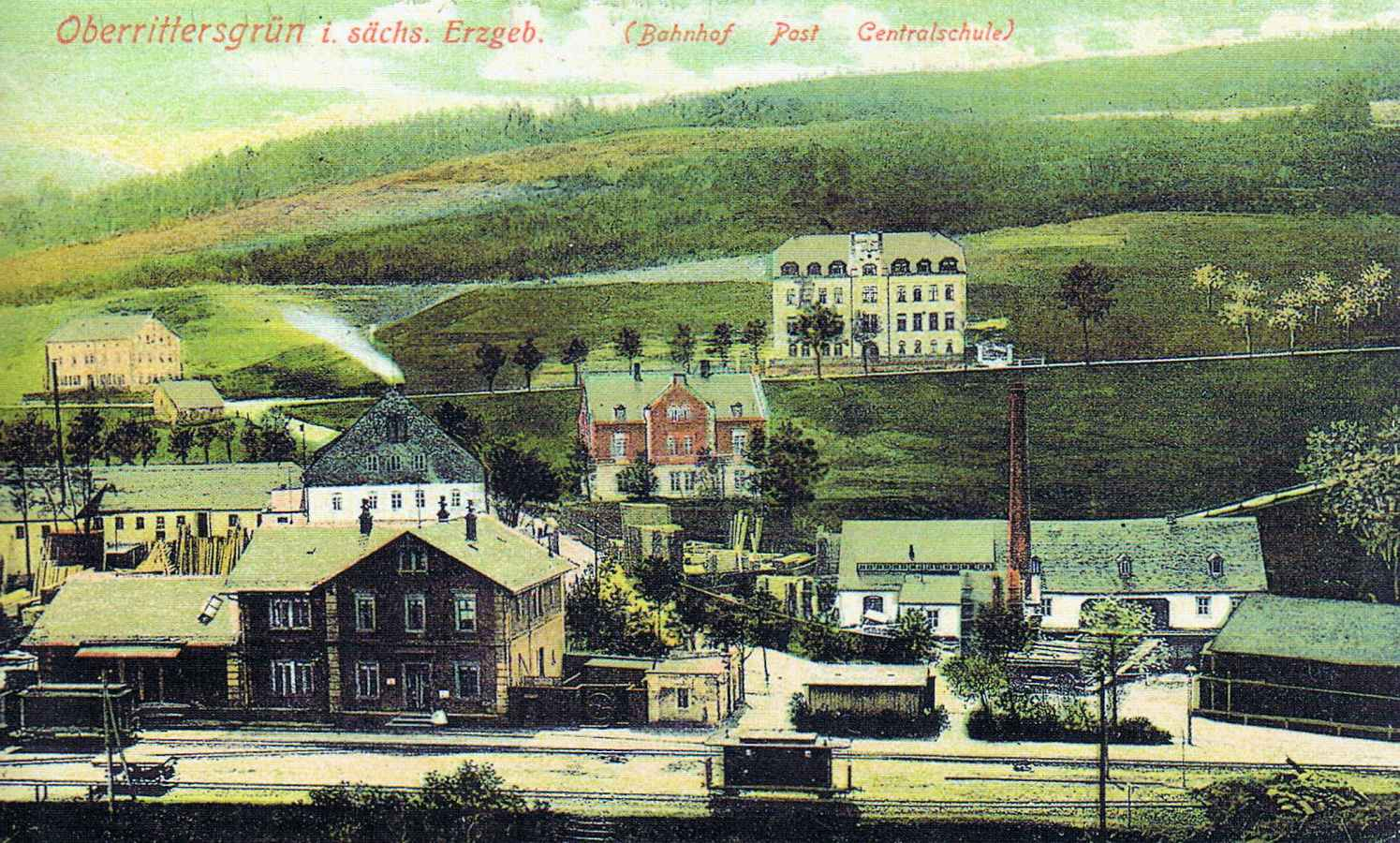
Bahnhof Oberrittersgrün um 1905

Der Eröffnungszug fuhr am 30. Juni 1889, der planmäßige Betrieb wurde einen Tag später zusammen mit dem Abschnitt Schwarzenberg–Grünstädtel der Bahnstrecke Annaberg-Buchholz–Schwarzenberg aufgenommen. Durch Betriebserweiterungen und -modernisierungen stiegen die anfangs nur mäßigen Transportleistungen zu Beginn des 20. Jahrhunderts stark an. Auch der Berufsverkehr Richtung Schwarzenberg wuchs stetig.
Den Zweiten Weltkrieg überstand die Schmalspurbahn ohne Schäden. Ab 1949 begann im Pöhlwassertal der Uranbergbau, der der Schmalspurbahn eine kurze neue Blütephase brachte.
Bis Mitte der 1960er-Jahre erhöhten sich das Fahrgastaufkommen und die beförderte Tonnage langsam. Allerdings deckten die Einnahmen nicht einmal die Betriebskosten. Erst ab Ende der 1960er-Jahre sanken die Transportleistungen im Güterverkehr durch Verlagerung der Transporte zu anderen Bahnhöfen und auf den Kraftverkehr.

### Stilllegung

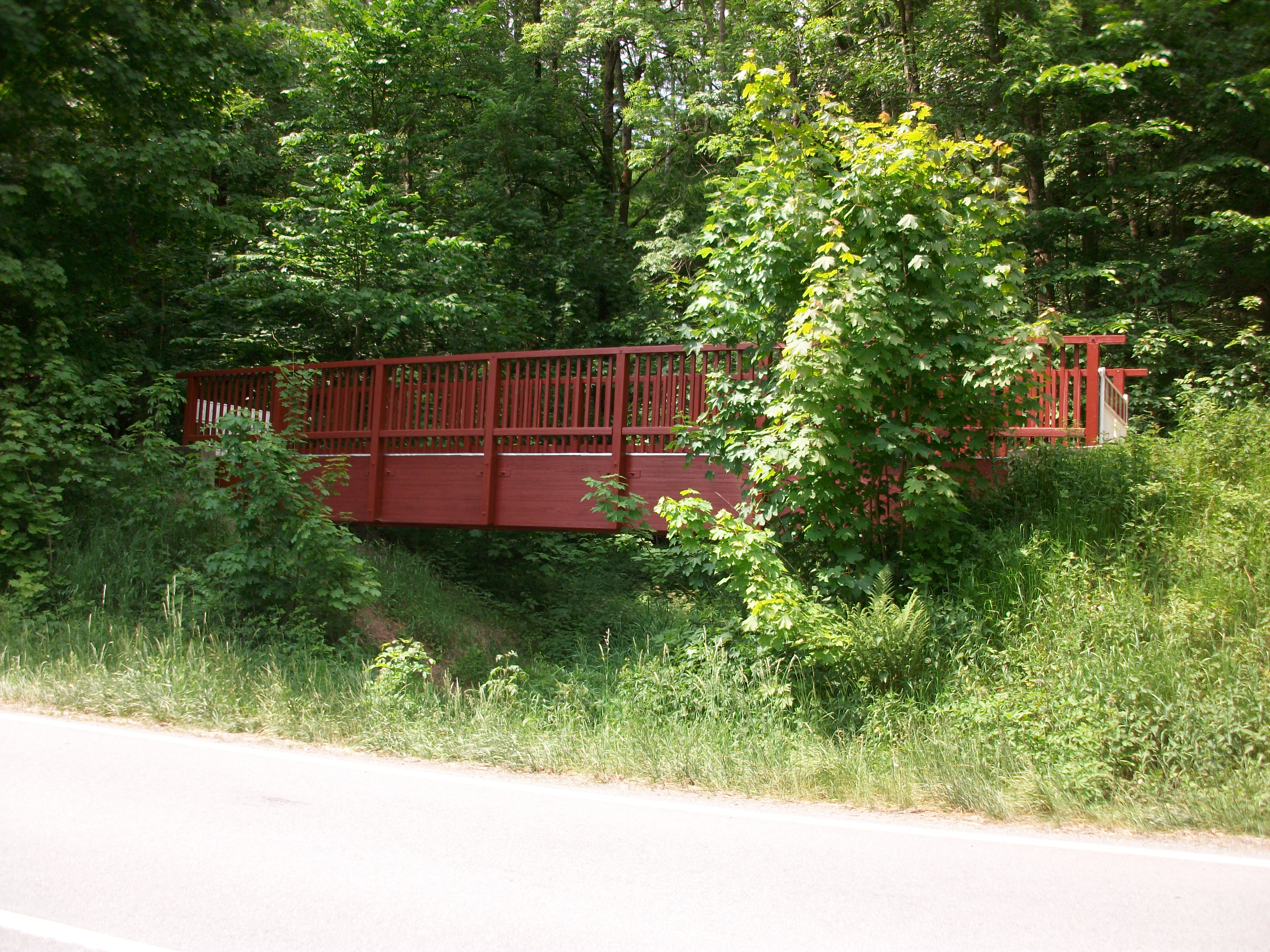
Niederglobenstein, Brücke Bahnradweg (2017)

Bereits seit 1969 gab es erste Pläne für einen Verkehrsträgerwechsel, durch Mangel an Transportkapazitäten des Kraftverkehrs konnten diese zunächst nicht umgesetzt werden. Auch die für Frühjahr 1971 geplante Verkehrseinstellung musste aus diesen Gründen verschoben werden. Erst im Herbst 1971 waren annähernd genug Busse vorhanden, um den immer noch bedeutenden Berufsverkehr übernehmen zu können. Genehmigt wurde die Stilllegung am 14. September 1971, die letzten Züge fuhren unter reger Beteiligung der Bevölkerung am 25. September 1971.
Abgebaut wurde die Strecke zwischen 1972 und 1974. Heute werden große Teile der Trasse für einen Rad- und Wanderweg genutzt.

## Streckenbeschreibung

### Verlauf

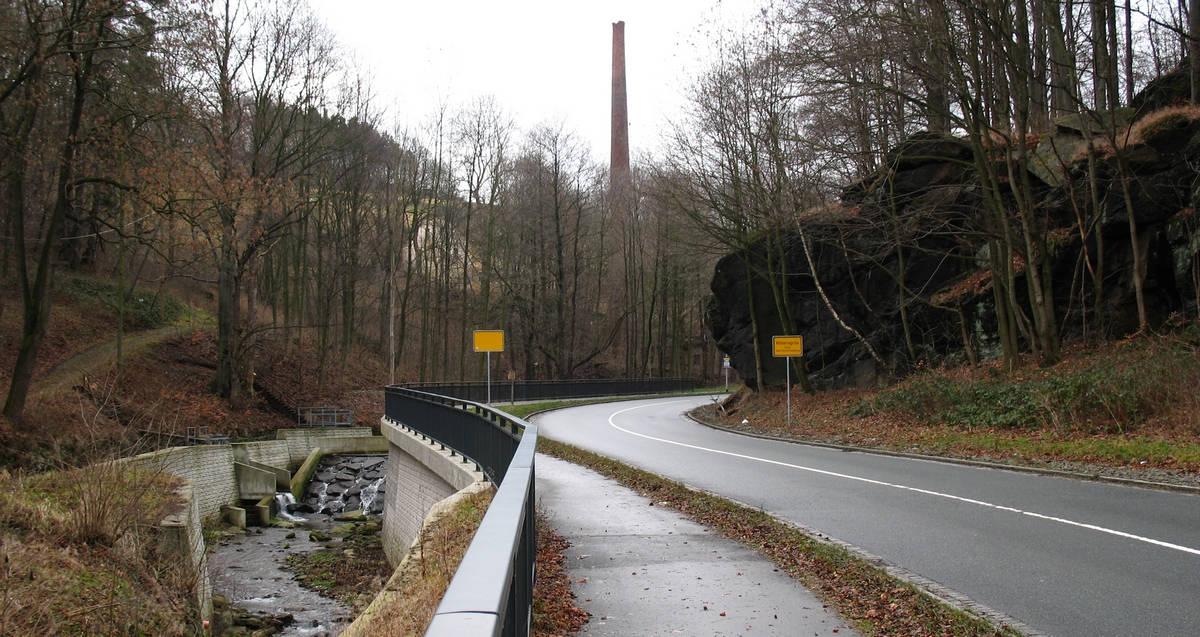
„Felsengluck“ in Globenstein, das Gleis lag in Straßenseitenlage an Stelle des heutigen Fußwegs (2007)

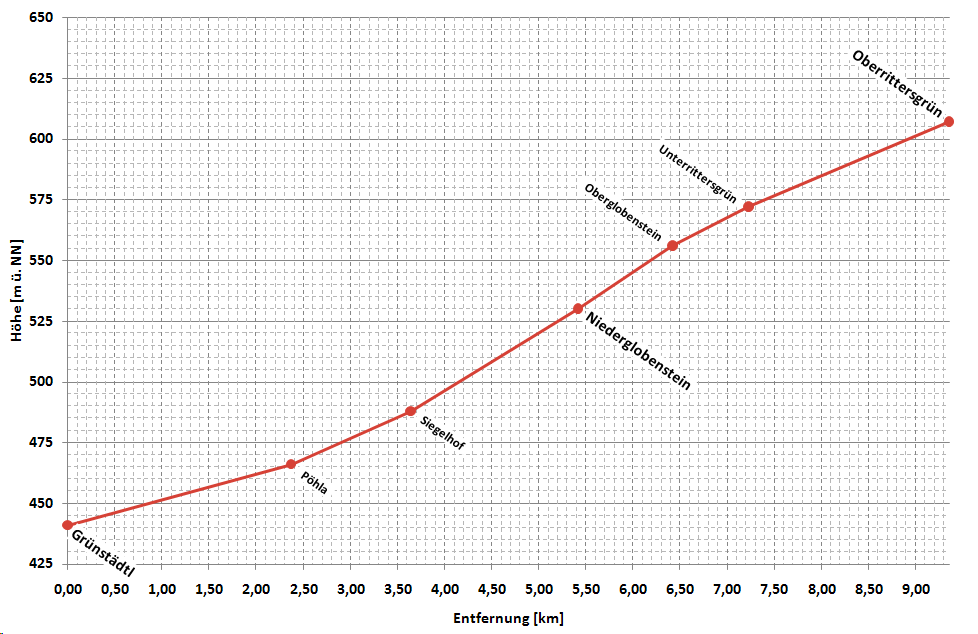
Vereinfachtes Höhenprofil der Strecke

Ausgehend von Grünstädtel führte die Schmalspurbahn entlang des namensgebenden Baches Pöhlwasser nach Oberrittersgrün.
Die ersten 300 m verlief die Bahnstrecke noch parallel zur Bahnstrecke Annaberg-Buchholz–Schwarzenberg, nach einer ersten Überquerung des Pöhlwassers gemeinsam auf einer Brücke mit der Normalspurbahn kreuzten beide Bahnen die mit einer Schranke gesicherte Straße von Aue nach Annaberg-Buchholz (die heutige B 101), um dann nach Süden abzubiegen.
Zunächst führte die Bahn langsam ansteigend über das Ortsgebiet von Raschau, dieser Ort besaß jedoch keine Bahnstation an der Schmalspurbahn. Erst ab vor der Haltestelle Pöhla verengt sich das Tal zunehmend und die Bahn folgte zusammen mit dem Pöhlwasser und der Landstraße den engen Talgrund bis Oberrittersgrün.

### Betriebsstellen
Grünstädtel ⊙

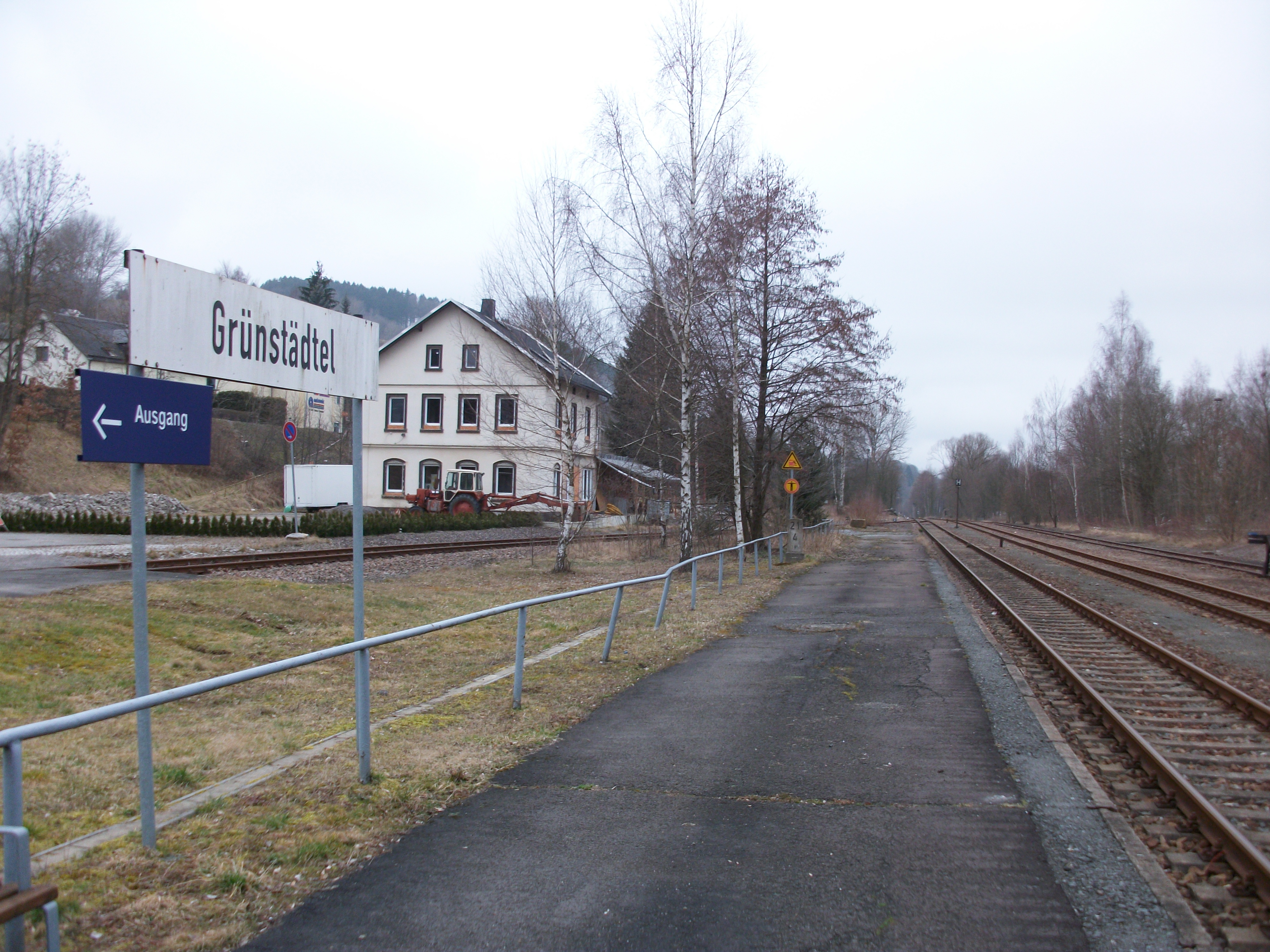
Bahnhof Grünstädtel (2016)

Der Bahnhof Grünstädtel wurde am 1. Juli 1889 als Haltestelle an der normalspurigen Bahnstrecke Annaberg-Buchholz–Schwarzenberg und als Ausgangspunkt der Schmalspurbahn nach Oberrittersgrün eröffnet und 1905 zum Bahnhof hochgestuft. Die Normalspuranlagen teilten den Güter- und Personenverkehrsbereich der Pöhlatalbahn. Die deswegen vorhandenen drei niveaugleichen Kreuzungen zwischen Schmal- und Normalspurbahn behinderten den Betriebsablauf auf dem Bahnhof erheblich. Errichtet wurden beim Bahnbau neben dem Empfangsgebäude, ein Güterschuppen, eine Umladehalle, eine Überladerampe und ein kombinierter Lokomotiv- und Kohlenschuppen. Der einständige Lokschuppen war nur für Lokomotiven der Baureihe I K bemessen, die später eingesetzten Maschinen waren für das Gebäude zu lang und standen teilweise im Freien. 1966 wurde der baufällige Schuppen abgerissen. Grünstädtel war der einzige Bahnhof der Schmalspurbahn, der mit einem Einfahrformsignal gesichert war.
Pöhla ⊙

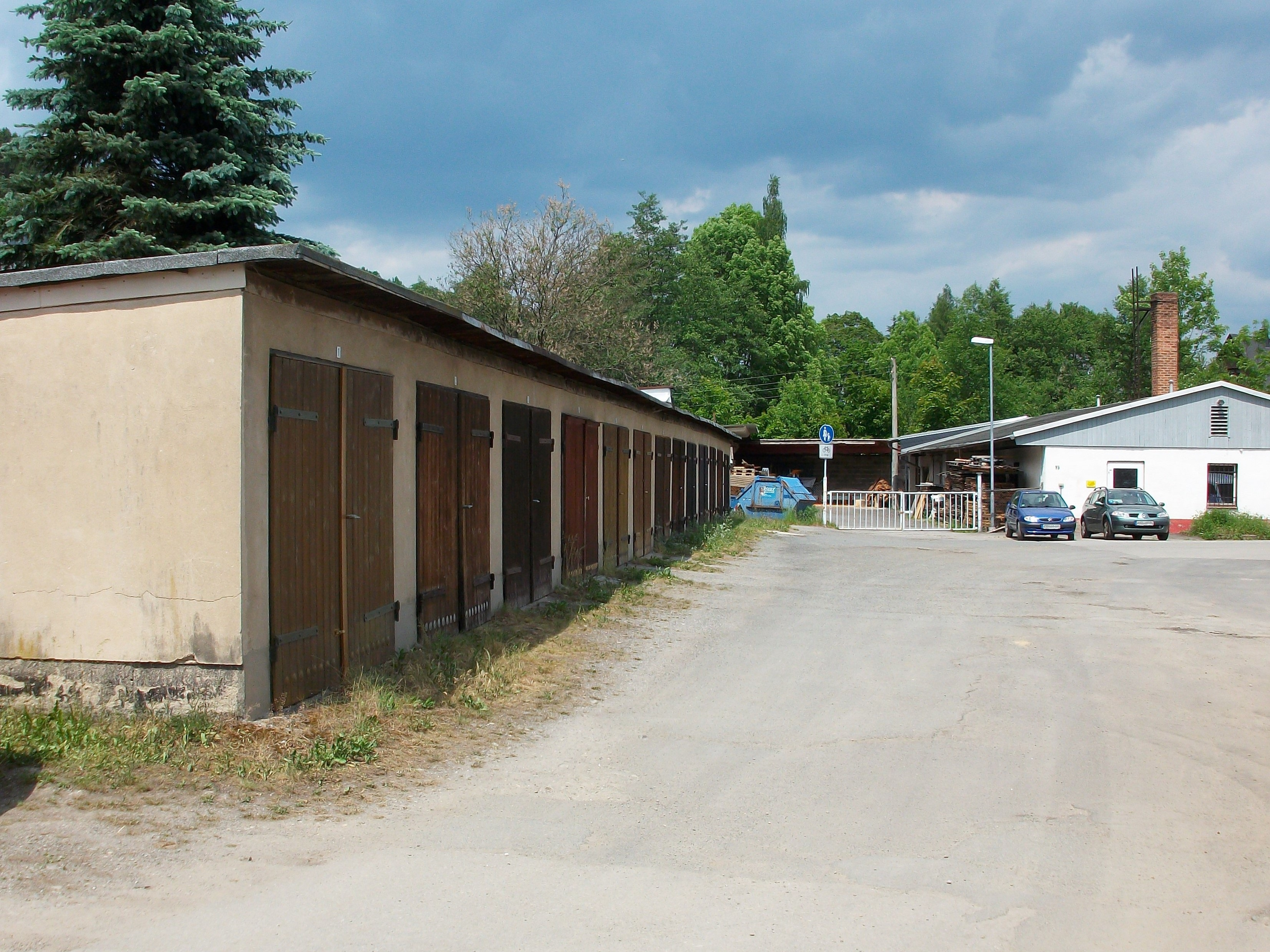
Standort der ehemaligen Haltestelle Pöhla, Blick Richtung Grünstädtel (2017)

Die Station Pöhla, für deren Anlegung umfangreiche Erdarbeiten und die Verlegung des Pöhlwassers nötig waren, bestand zunächst nur aus zwei Weichen und einer hölzernen Wartehalle mit Dienstraum und Freiabtritt. Weiterhin besaß die Station zwei Normalspurwagenkästen als Materiallager der Bahnmeisterei. Die Wagen wurden anfangs mit Muskelkraft ins stumpf endende Ladegleis rangiert. Um 1920 wurde eine dritte Weiche eingebaut. Zwischen 1905 und 1933 wurde die Haltestelle Pöhla als Bahnhof geführt. Sie befand sich am Nordrand von Pöhla, lag jedoch noch in der Flur von Grünstädtel. Aus Richtung Grünstädtel wurde direkt vor der Station das Pöhlwasser überquert. Das Gelände an der „Pöhlaer Straße“ wurde nach Abbruch aller Hochbauten im Jahr 1974 mit einer Verkaufsstelle und Garagen überbaut.
Siegelhof ⊙

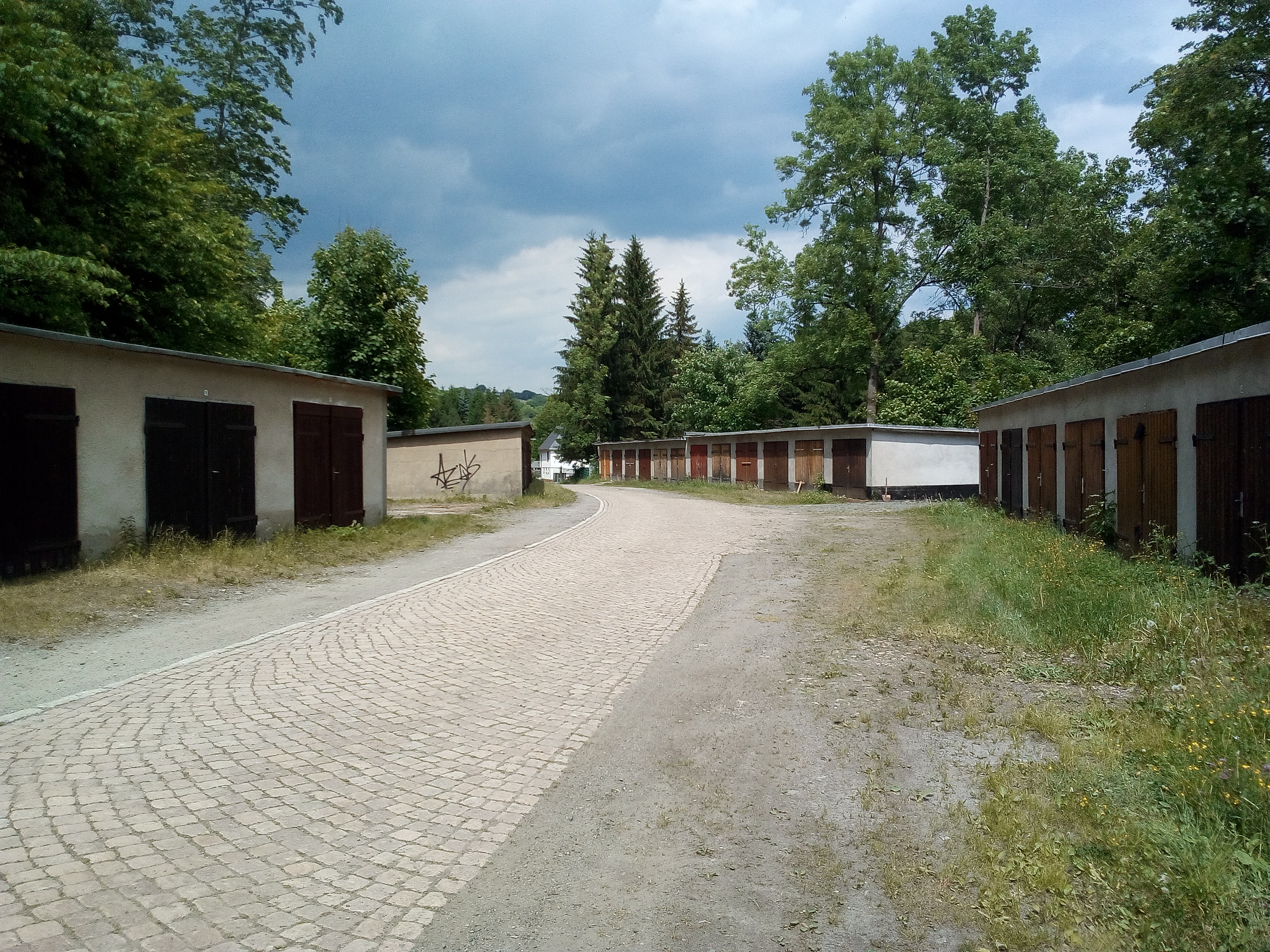
Standort ehemaligen Haltestelle Siegelhof, Blick Richtung Grünstädtel (2017)

Die Station Siegelhof lag am südlichen Ende von Pöhla am talseitigen Beginn eines engen Bogens des Pöhlwassers auf der Kleinpöhlaer Seite. Namensgeber war das in der Nähe befindliche Hammerwerk Siegelhof. Zwischen 1905 und 1933 wurde die Haltestelle Siegelhof als Bahnhof geführt. Neben einer Ladestraße mit Ladegleis und zwei Weichen waren lediglich eine hölzerne Wartehalle sowie ein Freiabtritt vorhanden. Bis 1920 war das Ladegleis lediglich ein Stumpfgleis; im Folgenden wurde es mit einer dritten Weiche ans Streckengleis angebunden. Durch den Kurvenradius von nur 90 m direkt an der Hanglage konnte auf der Strecke nie Rollwagenverkehr durchgeführt werden, wodurch die Güter immer auf Schmalspurwagen umgeladen werden mussten. Am Ladegleis der Haltestelle verluden die Pappenfabrik „Neue Hütte“, die Sägewerke Lein und Sternkopf (Luchsbachtal) sowie die Brauerei Harnisch ihre Produkte. Die Pappenfabrik „Neue Hütte“ unterhielt später auch ein Anschlussgleis. Die benachbarte, im Jahr 2014 abgerissene, Gaststätte Siegelhof diente den Reisenden als Übernachtungs- bzw. Speiselokal.
Das Areal des einstigen Haltepunkts im Süden von Pöhla zwischen den Sprungschanzen und dem Pöhlwasser wurde nach der Einstellung des Schienenverkehrs im Jahr 1971 mit Garagen überbaut. Die hölzerne Wartehalle überdauerte die Zeit zwischen den Garagen. Im Herbst 2014 wurde sie abgebaut und im Schmalspurbahnmuseum Oberrittersgrün eingelagert.
Niederglobenstein ⊙

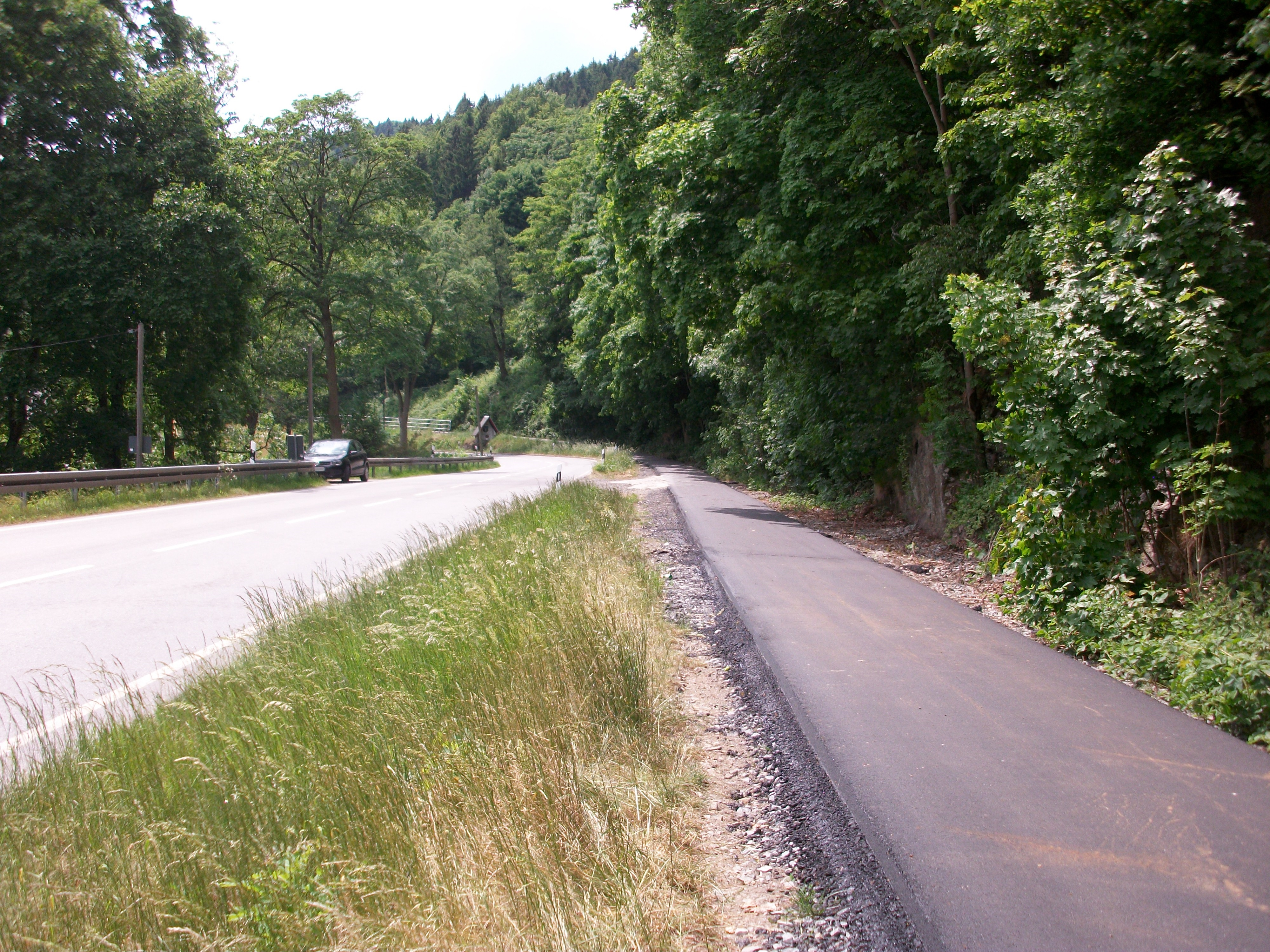
Standort ehemaliger Bahnhof Niederglobenstein (2017)

Zunächst war Niederglobenstein als Haltestelle eingestuft, nur zwischen 1905 und 1933 wurde die Station als Bahnhof geführt. Erst infolge regelmäßiger Zugkreuzungen wurde die Haltestelle 1953 zum Bahnhof erhoben. Die Gleisanlage des einzigen Kreuzungsbahnhofs der Bahnstrecke, die während der gesamten Betriebszeit nicht verändert wurde, bestand nur aus einem Durchgangs- und einem Überholgleis, an der sich auch die Ladestraße befand. Auch eine Wartehalle für Reisende wurde errichtet. Für den Bau der Station waren umfangreiche Felsabtragungen notwendig. Sie befand sich nördlich von Globenstein direkt neben der Pöhlaer Straße. Nach der Stilllegung wurden alle Hochbauten abgebrochen.
Oberglobenstein ⊙

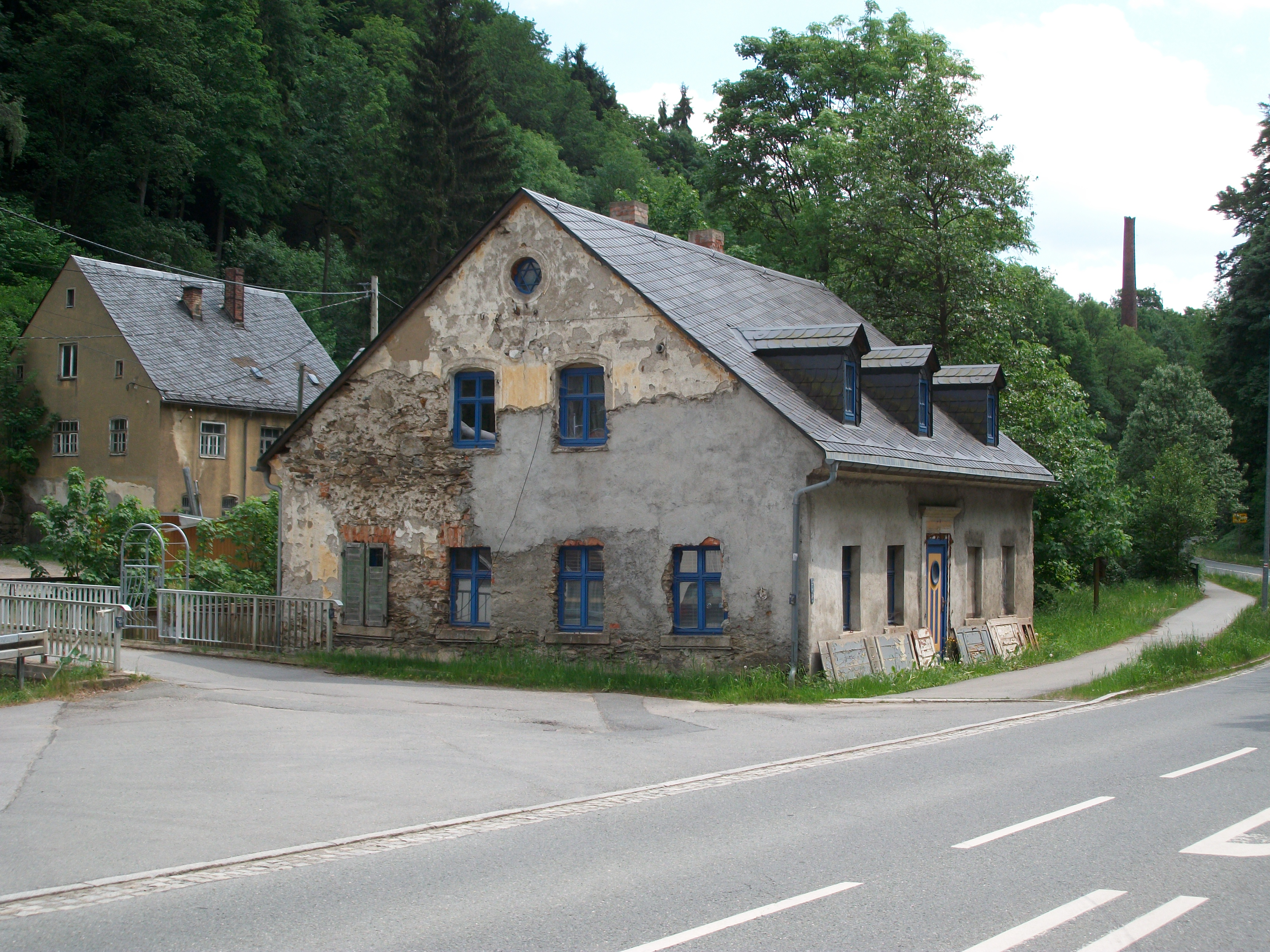
Oberglobenstein, Altes Pochwerk und ehemaliger Haltepunkt Oberglobenstein (2017)

Der Haltepunkt Oberglobenstein war die kleinste Station der Schmalspurbahnstrecke. Er wurde erst während des Baus der Bahnstrecke genehmigt. Die Station, welche keinerlei zusätzliche Weichen oder Ladegleise besaß, war sehr spartanisch ausgestattet. Außer einer Bank und einem Stationsschild war nichts vorhanden. Später stand den Reisenden ein angemieteter Warteraum unterhalb der Terrasse an einem nahegelegenen Wohnhaus zur Verfügung. Der Haltepunkt Oberglobenstein befand sich am südlichen Ortsausgang wenige Meter hinter dem Anschluss des Betriebes Flemming auf der Ostseite der Karlsbader Straße beim Alten Pochwerk. Wenige Meter nördlich befindet sich heute die Bushaltestelle Oberglobenstein.
Unterrittersgrün ⊙

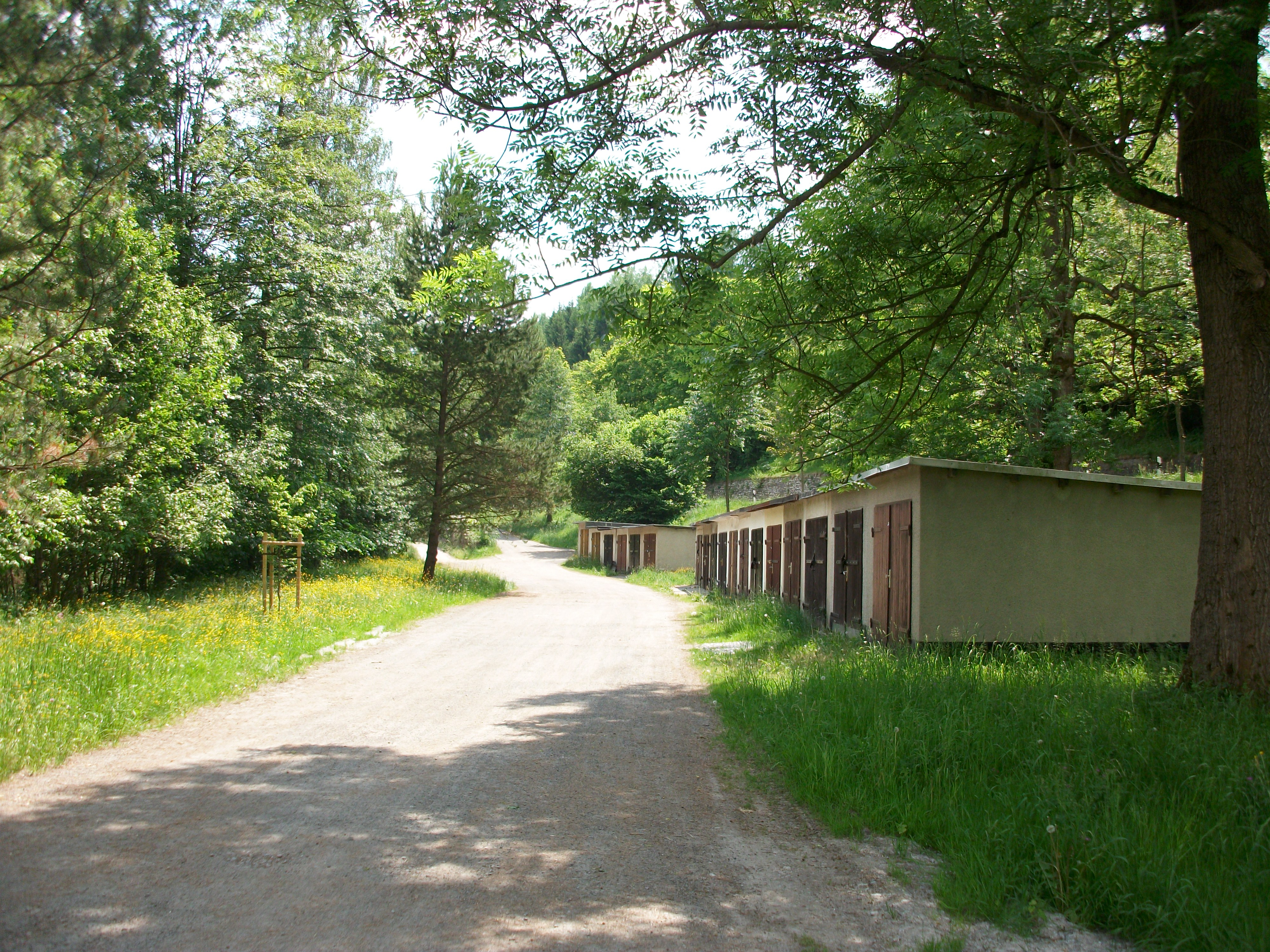
Standort ehemalige Haltestelle Unterrittersgrün (2017)

Die Haltestelle Unterrittersgrün befand sich gegenüber der Gastwirtschaft Arnoldshammer unterhalb der Karlsbader Straße in einer Straßenkurve. Die Haltestelle, welche im Volksmund nur Arnoldshammer genannt wurde, war zwischen 1905 und 1933 als Bahnhof gewidmet. Die Gleisanlage der Station bestand aus einem Umsetz- und einem Ladegleis mit insgesamt drei Weichen, welche über die gesamten 82 Betriebsjahre unverändert bestehen blieb. Weiterhin besaß die Station eine Wartehalle mit Ladestraße. Nach der Stilllegung der Haltestelle wurden alle Hochbauten abgerissen und auf dem Areal Garagen gebaut.
Oberrittersgrün ⊙

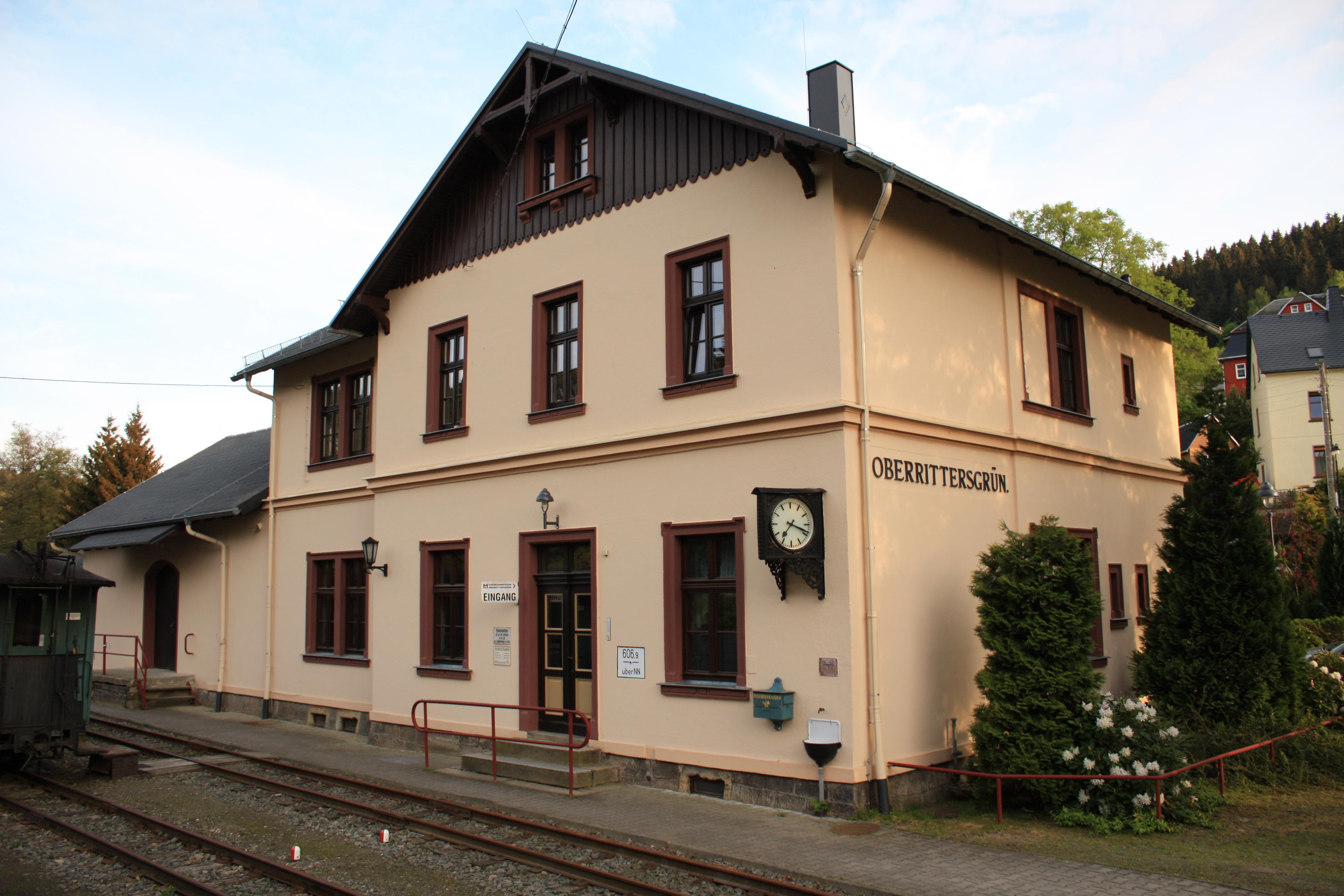
Bahnhof Oberrittersgrün (2009)

Obwohl der Bahnhof Oberrittersgrün von der Anzahl der Weichen immer kleiner war als der Bahnhof Grünstädtel befand sich das betriebliche Zentrum der Pöhlawassertalbahn stets in Oberrittersgrün. Zur Streckeneröffnung 1889 besaß der auf der Flur von Hammerrittersgrün liegende Bahnhof drei Gleise, ein einfaches Empfangsgebäude und ein zweiständiges Heizhaus. Das in Fachwerk ausgeführte Heizhaus war für zwei Lokomotiven der Gattung I K bemessen. In Oberrittersgrün befand sich auch der einzige Wasserkran der Strecke.
Um 1920 erhielt der Bahnhof ein viertes Gleis und eine zweite Ladestraße. Der Einsatz der längeren Lokomotiven der Gattungen III K und IV K erforderte zeitgleich auch eine Verlängerung des Heizhauses. In den Jahren 1928/1929 erhielt es noch einen dritten Stand, der für größere Reparaturen genutzt wurde.

## Lokomotiven und Wagen
In den Anfangsjahren kamen zunächst die dreifach gekuppelten I K-Lokomotiven auf der Strecke zum Einsatz. Allerdings waren die kleinen Lokomotiven mit den steigenden Zugmassen überfordert, so dass schon bald III K-Lokomotiven eingesetzt wurden. Später wurde der Zugverkehr ausschließlich von der sächsischen Gattung IV K (Baureihe 99.51-60) bewältigt.
Der Güterverkehr wurde mit Schmalspurgüterwagen abgewickelt. Ein Rollfahrzeugverkehr fand nicht statt. Die eingesetzten Wagen entsprachen den allgemeinen sächsischen Bau- und Beschaffungsvorschriften für die Schmalspurbahnen und konnten daher freizügig mit Fahrzeugen anderer sächsischer Schmalspurstrecken getauscht werden.

## Sächsisches Schmalspurbahn-Museum Rittersgrün

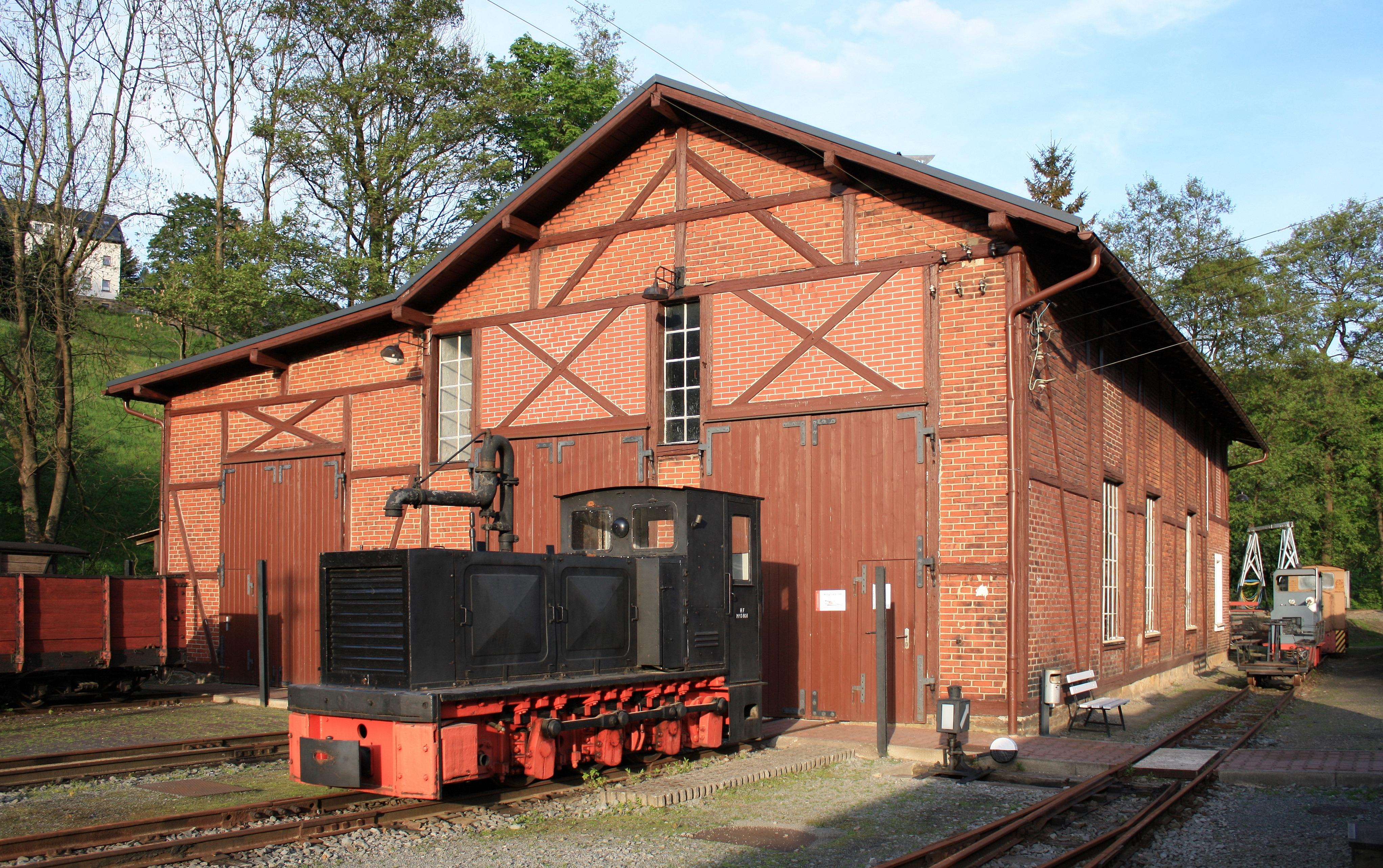
Der Lokschuppen des Bahnhofs Oberrittersgrün ist heute Teil des Schmalspurbahnmuseums

Nach der Einstellung des Bahnbetriebs 1971 gab es Überlegungen auf dem Gelände des Bahnhofs Oberrittersgrün ein Eisenbahnmuseum einzurichten. Nach verschiedenen Bemühungen kaufte die Gemeinde Rittersgrün das Gelände, eine Lokomotive der Gattung IV K (99 579) und diverse Wagen. Im Januar 1972 wurden die Fahrzeuge über die bereits stillgelegte Strecke nach Oberrittersgrün transportiert. Dafür wurde die Museumslokomotive 99 579 letztmals in Betrieb gesetzt und eine schon bestehende Gleislücke wieder geschlossen.
Nach Ankauf weiterer Exponate 1976 wurde das Museum am 18. Juni 1977 als erstes Eisenbahnmuseum in der DDR feierlich eröffnet. Der Fahrzeugbestand wurde im Laufe der Jahre weiter ausgebaut. Im Jahr 1984 konnte dann auch das Empfangsgebäude von der Deutschen Reichsbahn übernommen werden und bereits entfernte Gleisbereiche neu eingebaut werden.
Das Museum steht heute mit seinem gesamten Bestand unter Denkmalschutz.
Auf dem Gelände des Schmalspurmuseums findet jährlich das Rittersgrüner Museums-, Bahnhofs- und Schützenfest statt.